# Бейбарыс (село)
Бейбарыс (каз. Бейбарыс, до 2006 г. — Чка́лово) — село в Махамбетском районе Атырауской области Казахстана. Административный центр сельского округа Бейбарыс. Код КАТО — 235655100.
Село расположено на правом берегу реки Урал.

## История
Посёлок Богатский входил в 3-й Гурьевский военный отдел Уральского казачьего войска.

## Население
В 1999 году население села составляло 2151 человек (1089 мужчин и 1062 женщины). По данным переписи 2009 года, в селе проживало 2429 человек (1211 мужчин и 1218 женщин).